# El Cronista (Sevilla)
El Cronista fue un periódico español, publicado en la ciudad de Sevilla entre 1886 y 1896.

## Historia
El diario fue fundado por Enrique de la Cuadra, marqués de San Marcial. Comenzó publicándose con el subtítulo Diario político mercantil. Su primer número salió el 17 de mayo de 1886. En sus primeros años estuvo dirigido por el periodista Lorenzo Leal, que tendría un destacado papel. En 1888 Leal llegaría a ser procesado judicialmente por el tratamiento informativo que dio el periódico sobre la represión gubernamental del conflicto de las Minas de Riotinto de ese año.
El diario mantuvo una línea editorial cercana al político conservador Francisco Romero Robledo. En sus últimos años ejerció de hecho como órgano del Partido Conservador. Desapareció hacia el final de siglo, en torno a junio de 1896.
Entre los directores, redactores y colaboradores participaron autores como Lorenzo Leal, Antonio Lara Cansino, Juan A. de Torre, Antonio Jiménez, Rafael Rodríguez Varo, Manuel Díaz Martín, Diego Jiménez Prieto, F. Romero, Manuel Chaves, etc.